# Vestas
Vestas je danski izdelovalec, prodajalec, nameščevalec in vzdrževalec vetrnih turbin. Nekaj časa je bil največji proizvajalec vetrnih turbin z 28% tržnim deležem leta 2007, ki se je potem zmanjšal na 12,5% leta 2009. Družba ima tovarne na Danskem, v Nemčiji, Indiji, Italiji, Romuniji, Združenem kraljestvi, Španiji, Švedski, Norveški, Avstraliji, Kitajski in ZDA.Skpuaj zaposljuje čez 17 000 ljudi. Vestas je dobila naziv Top Green Company of 2006 in tudi nagrado Zayed Future Energy Prize.
Vestas vetrne turbine zagotavljajo elektriko za 21 milijonov ljudi po vsem svetu. Inštaliral je več ko 48 000 vetrnih turbin s kapaciteto 55 GW v 70 državah. 

## Produkti
Nekatere novejše turbine. Za črko V je premer rotorja v metrih
- V47-660 kW
- V52-850 kW
- V60-850 kW [6]
- V66-1.75 MW
- V80-1.8 MW
- V80-2.0 MW
- V82-1.65 MW
- V90-1.8 MW
- V90-2.0 MW
- V90-3.0 MW
- V100-1.8 MW IEC S
- V100-2.0 MW IEC 2B
- V100-2.6 MW
- V110-2.0 MW IEC 3A
- V112-3.0 MW IEC 2A
- V112-3.3 MW IEC 2A
- V112-3.3 MW IEC 1B
- V117-3.3 MW IEC 2A
- V126-3.3MW (2013)[7]
- V164-8.0MW (2014) Trenutno najmočnejša vetrna turbina[8]